# Ehrenbielke
Ehrenbielke är en svensk adelssläkt. Före adlandet 1695 hette familjemedlemmarna Aschling. Släkten introducerades på Riddarhuset 1743 som nummer 1329.

## Historia
Paul Aschling föddes 1630 på Olstorps sätesgård i Askeryds socken. Han kom att arbeta som assessor i Göta hovrätt och adlades 31 mars 1695 till Ehrenbielke. Ätten introducerades 1697 i Sveriges riddarhus som nummer 1329. Ätten Ehrenbielke dog ut på manssidan i samband med hans död.